# RYR2
Le RYR2 est un gène codant le récepteur cardiaque de la ryanodine.

## Caractéristiques
- Chromosome 1
- Locus : Entre le q42.1 et q43.
- Nombre de paires de bases : 790 000
- Nombre d'exons : 105

## Pathologies
Deux pathologies ont été identifiées en rapport avec une mutation pathologique de ce gène :
- tachycardie ventriculaire polymorphe catécholergique[5] ;
- dysplasie ventriculaire droite arythmogène.

## Sources
1. 1 2 3  GRCh38: Ensembl release 89: ENSG00000198626 - Ensembl, May 2017
2. 1 2 3  GRCm38: Ensembl release 89: ENSMUSG00000021313 - Ensembl, May 2017
3. ↑  « Publications PubMed pour l'Homme », sur National Center for Biotechnology Information, U.S. National Library of Medicine
4. ↑  « Publications PubMed pour la Souris », sur National Center for Biotechnology Information, U.S. National Library of Medicine
5. ↑  Laitinen PJ, Brown KM, Piippo K et al. Mutations of the cardiac ryanodine receptor (RyR2) gene in familial polymorphic ventricular tachycardia, Circulation, 2001;103:485-490

- (en) Online Mendelian Inheritance in Man, OMIM (TM). Johns Hopkins University, Baltimore, MD. MIM Number: 180902